# Jammu and Kashmir People’s Democratic Party
Die Jammu and Kashmir People’s Democratic Party (JKPDP) ist eine politische Partei im indischen Bundesstaat Jammu und Kashmir (bis 2019) bzw. im gleichnamigen Unionsterritorium. Die Partei mit Sitz in Srinagar ist durch die indische Wahlkommission als lokale politische Partei in Jammu und Kashmir anerkannt.

## Parteigeschichte
Die Partei wurde am 28. Juli 1999 durch Mufti Mohammad Sayeed gegründet. Sayeed war bis 1987 Mitglied der Kongresspartei gewesen und bekleidete von 1986 bis 1987 in der Regierung von Rajiv Gandhi das Amt des Ministers für Tourismus. Aufgrund von Differenzen in der Kaschmirfrage legte er sein Ministeramt nieder und verließ 1987 die Kongresspartei. Zusammen mit Vishwanath Pratap Singh gründete er eine neue Partei, Jana Morcha, die wenig später in der Janata Dal aufging. Als nach der Wahl 1989 eine Parteienkoalition unter Führung von Janata Dal an die Macht kam, wurde Sayeed im Kabinett von Singh Innenminister Indiens. Er war der erste Muslim, der dieses Amt bekleidete. Nach der Niederlage der Janata Dal-Koalition bei der Wahl 1991 schloss sich Sayeed wieder für kurze Zeit der Kongresspartei an, verließ diese aber 1999 wieder und gründete die JKPDP.
Ziel der JKPDP ist nach eigenem Bekunden, die Wiederaufnahme eines Dialoges zwischen der Bevölkerung von Jammu und Kashmir und der indischen Regierung. Die Prärogativen, die die indische Zentralregierung in dem Bundesstaat hat, sollen aufgehoben werden, insbesondere sollen die Sonderbefugnisse der indischen Zentralregierung (z. B. Notstandsgesetze) eingeschränkt bzw. aufgehoben werden. Die JKPDP strebt eine entsprechende Änderung der indischen Verfassung an. Jammu und Kashmir sollen zu einer demilitarisierten Wirtschaftszone umgestaltet werden.
Im Jahr 2002 gewann die JKPDP bei den regionalen Wahlen in Jammu und Kashmir deutlich an Stimmen und Sayeed wurde Chief Minister des Bundesstaates. Bei der gesamtindischen Wahl 2004 schloss sich die Partei der von der Kongresspartei geführten United Progressive Alliance (UPA) an und gewann einen der sechs Wahlkreise von Jammu und Kashmir. Nach der Wahl zum Parlament von Jammu und Kashmir 2008 und nachdem sich die Kongresspartei mit der rivalisierenden Jammu & Kashmir National Conference (JKNC) verbündet hatte, verließ die JKPDP wieder die UPA und konnte bei der gesamtindischen Parlamentswahl 2009 kein einziges Mandat gewinnen, während die JKNC trotz weniger Gesamtstimmen drei Wahlkreise gewann. Bei der Wahl 2014 gewann die JKPDP wieder drei Wahlkreise. Bei der Parlamentswahl in Jammu und Kashmir im November/Dezember 2014 konnte sie im Vergleich zur vorangegangenen Wahl erneut an Sitzen hinzugewinnen und bildete nach längeren Verhandlungen im März 2015 eine Koalitionsregierung mit der Bharatiya Janata Party (BJP) in Jammu und Kashmir und Mohammad Sayeed wurde erneut zum Chief Minister gewählt.
Die Partei wird von Sayeeds Tochter Mehbooba Mufti geführt, während Mufti Mohammad Sayeed bis zu seinem Tod 2016 als Ehrenvorsitzender („Patron“) der Partei fungiert. Die Koalitionsregierung mit der BJP, die Mehooba Mufti vom 4. April 2016 an führte, zerbrach am 19. Juni 2018.

## Wahlergebnisse
Die folgende Tabelle zeigt die Wahlergebnisse bei den gesamtindischen Parlamentswahlen sowie zu den Wahlen in Jammu und Kashmir.
| Jahr | Wahl                                     | Parlamentssitze |
| ---- | ---------------------------------------- | --------------- |
| 1999 | Wahl zur Lok Sabha 1999                  | 0/543           |
| 2002 | Parlamentswahl in Jammu und Kashmir 2002 | 16/87           |
| 2004 | Wahl zur Lok Sabha 2004                  | 1/543           |
| 2008 | Parlamentswahl in Jammu und Kashmir 2008 | 21/87           |
| 2009 | Wahl zur Lok Sabha 2009                  | 0/543           |
| 2014 | Wahl zur Lok Sabha 2014                  | 3/543           |
| 2014 | Parlamentswahl in Jammu und Kashmir 2014 | 28/87           |